# Comptabilité d'entreprise
La comptabilité d'entreprise est un outil d'évaluation recensant et communiquant des informations sur :
- l'activité économique d'une entité économique de type entreprise ;
- ainsi que sur les éléments de son patrimoine incorporel (fonds de commerce par exemple), matériel et financier.

Ces informations — presque exclusivement exprimées en unités monétaires — sont saisies, classées, retraitées et agrégées en vue de produire des documents retraçant fidèlement :
- le détail des opérations (journaux, qui comme leur nom l'indique font l'objet d'enregistrements réguliers sinon journaliers) ;
- ou des États de synthèse produits à échéance utile ou légale (balance comptable, bilan comptable, compte de résultat, annexes comptables…).

Ceux-ci sont arrêtés au terme de l'exercice comptable (généralement l'année) et contribuent à comprendre notamment la situation financière de l'entité, la manière dont elle a créé de la valeur, ainsi que l'état présent et futur de sa trésorerie.

## Enjeux
La pratique comptable a été mise au point et a été développée historiquement par des utilisateurs négociants et banquiers : Comptabilité de trésorerie d'abord, suivie par une comptabilité des créances et des dettes.
Ultérieurement les informations comptables vont se diversifier : il s'agit désormais d'aider les acteurs économiques (dirigeants opérationnels, propriétaires du capital social ou toutes autres personnes intéressées à prendre des décisions de gestion), à disposer de la meilleure compréhension possible de l'état des lieux et par suite de procéder à l'affectation des ressources de l'entité et de ses résultats.
Plus tard encore, la tenue d'une comptabilité devient une obligation légale pour des raisons juridiques, sociales ou fiscales.

La difficulté à ce niveau étant que les comptes des entreprises, surtout lorsqu'elles sont complexes ou étendues, ne sont pas d'un accès facile, y compris pour des spécialistes avec la possibilité d'opérer une certaine comptabilité créative et des opérations complexes hors-bilan.
Cela peut donner lieu à des traitements comptables douteux, pas toujours involontaires, pouvant alors constituer une désinformation, voire un délit réprimé par la loi.
Deux grands types de comptabilité sont pratiqués en entreprise et doivent être distingués d'après leur fonction et leur objectif :
- la comptabilité générale, ou comptabilité financière, qui s'appuie essentiellement sur la technique de la comptabilité en partie double. Outil d'information obligatoire pour les entreprises au-delà d'une certaine taille ou d'un certain volume d'affaires, elle peut être fortement réglementée et contrôlée selon les législations nationales. Son objectif essentiel est d'informer les dirigeants et les tiers (propriétaires, prêteurs, fisc, etc.) sur la situation économique de l'entité. Elle sert de base au calcul du résultat et à celui des impôts directs ou indirects ;
- la comptabilité analytique, est une comptabilité qui cherche à déterminer le coût de revient des produits et des services que vend une entreprise. Dans le cas d'une entreprise qui achète des produits (par exemple des planches de bois) et les revend sans les avoir modifiés, le coût de revient est simple à calculer : c'est essentiellement le prix d'achat des produits. Mais si l'entreprise les modifie (elle fabrique des meubles, par exemple), le coût de revient est bien plus complexe : il intègre des salaires, des dépenses d'électricité, de petits outillages, de produits « consommables » (colles, vernis), etc. Si l'entreprise ne fait qu'un type de meubles, il lui suffit de diviser toutes ses dépenses par le nombre de meubles fabriqués pour connaître son coût de revient. Mais si elle fabrique plusieurs types de meubles, la comptabilité générale ne peut pas lui donner le coût de revient par type de meuble. Elle trouvera l'information dans sa comptabilité analytique, qui lui donnera aussi d'autres informations de gestion : coût de revient d'un centre de coût, marge réalisée par produit, par atelier, etc. Elle n'est pas obligatoire mais en pratique indispensable pour les grandes entreprises, et son processus de production est complexe. Contrairement à la comptabilité générale qui est accessible aux investisseurs, aux détenteurs du Capital, aux prêteurs et assureurs, au fisc…, la comptabilité analytique est en grande partie destinée à la seule prise de décision des managers et dirigeants.

La comptabilité de gestion recouvre — pour les gestionnaires — la combinaison de la comptabilité générale, de la comptabilité analytique et de la comptabilité budgétaire.

## Histoire de la comptabilité
L'enfance de la comptabilité remonte à celle de l'humanité : les Sumériens et Assyriens nous ont laissé de nombreuses tablettes d'inventaires (terres, bétails, hommes). La parabole des talents racontée par l’Évangile selon Matthieu mentionne l'usage d'une comptabilité simple.

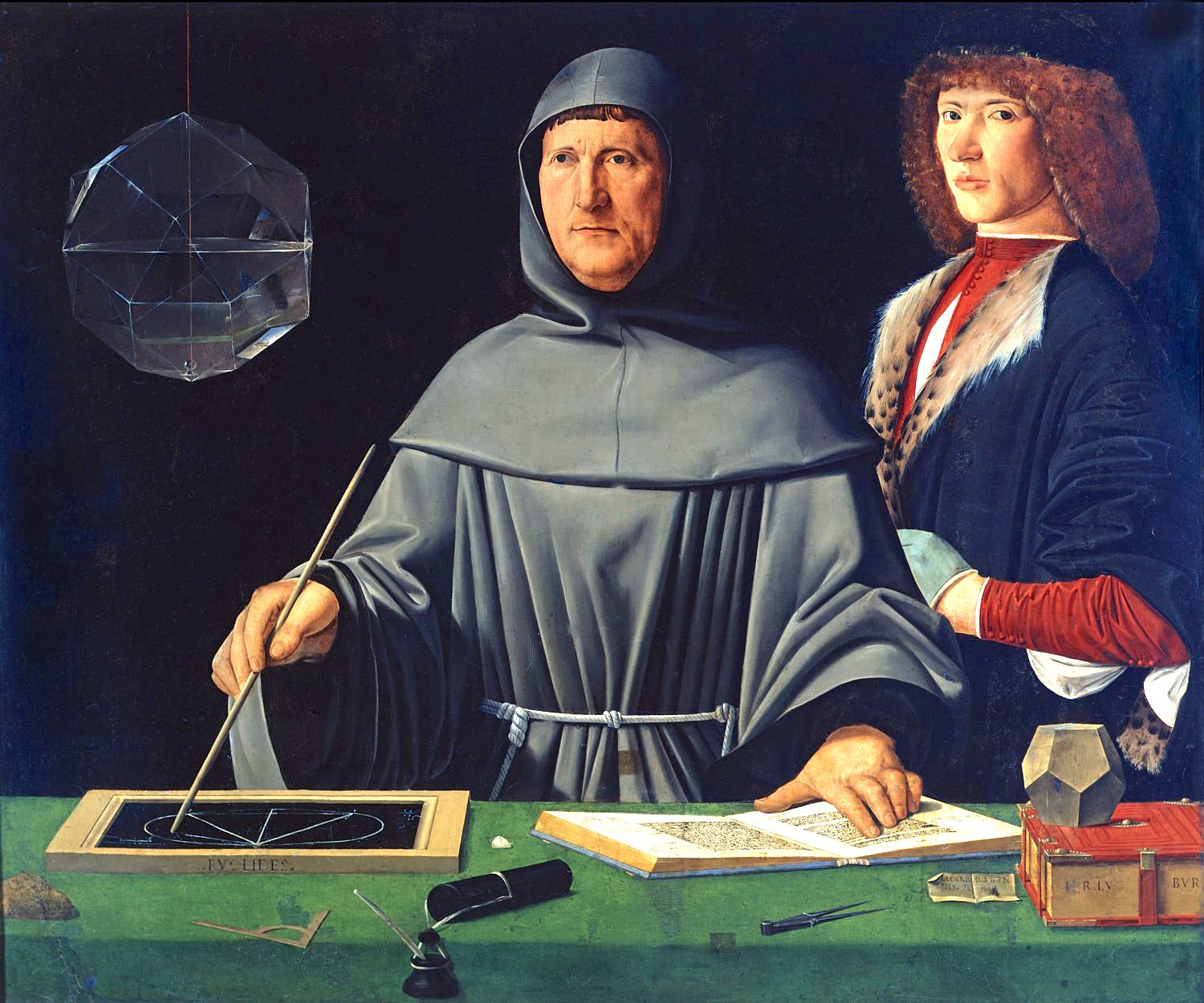
Portrait de Luca Pacioli, attribué à Jacopo de' Barbari.

- En Italie. Les historiens estiment que la comptabilité en partie double est apparue vers 1340 à Gênes. La découverte de l'imprimerie permit de généraliser cette méthode notamment avec les traités de Luca Pacioli (1456 - 1517), dont le premier ouvrage édité sous le titre "Summa de Arithmetica, Geometria, Proportioni et Proportionalità" (Venise 1494), énonce les principes fondamentaux dans le chapitre relatif aux transactions et écritures. Depuis cette date, la comptabilité en partie double, bien que s'étant enrichie de développements techniques, n'a pas subi de changement fondamental [...].

Si l'ouvrage de Luca Pacioli se veut être une synthèse des connaissances mathématiques de son temps, le livre XI intitulé particularis de computus et scripturis est considéré généralement comme étant le premier livre publié sur le thème de la comptabilité. Y est décrite la méthode de tenue de compte des marchands vénitiens de son temps : la comptabilité en partie double. Luca Pacioli ne fait que codifier plutôt que d'inventer ce système mais cela est suffisant pour qu'il soit largement considéré comme le « père de la comptabilité ». La description comprend la plupart des éléments du cycle comptable tel que nous le connaissons aujourd'hui. Avec quelques recommandations précieuses comme celle « de ne pas aller se coucher avant que les débits n'égalent les crédits », ce qui permet un contrôle de la cohérence des inscriptions comptables dans les journaux Lesquels comportent des comptes pour les actifs (immobilisations, avoirs et inventaires), pour les dettes, pour le capital, pour les dépenses et les recettes ; Soit toutes les catégories nécessaires à un bilan et un compte de résultat. Il présente les écritures nécessaires à une clôture des comptes de fin d'année et n'oublie pas les sujets relatifs comme les centres de coût ou l'éthique comptable.
- En Angleterre. Le premier livre publié en anglais sur le sujet, A Profitable Treatyce called the Instrument or Boke to learn to knowe the good order of the kepyng of the famouse reconynge, called in Latin, Dare and Habere, and, in English, Debitor and Creditor, l'est en 1543 par John Gouge ou Gough à Londres.

- En France. La comptabilité prend un véritable essor au XVIIe siècle avec l'ordonnance Colbert-Savary de 1673 qui institue la tenue de comptes comme obligatoire. Jacques Savary publie Le parfait négociant ou Instruction générale pour ce qui regarde le commerce des marchandises de France et des pays étrangers en 1675. Prenant la suite des banquiers lombards et vénitiens, les Français deviennent de redoutables théoriciens de la comptabilité publique. Citons le Projet de dixme royale de Vauban. Aujourd'hui, toutes les entreprises utilisent la comptabilité générale.

## Caractéristiques de la comptabilité

### Les normes et principes de la comptabilité
Il est important pour l'investisseur de pouvoir comparer la situation et les résultats des entreprises nationales dont il souhaite acquérir des titres (actions ou obligations) et de pouvoir les comparer avec ceux des autres entreprises du même secteur, quel que soit le pays où il souhaite investir. Inversement, chaque État souhaite disposer d'informations établies selon des méthodes homogènes pour analyser l'apport des entreprises opérant dans le pays, quelle que soit leur nationalité, notamment pour déterminer l'assiette des impôts.
En France, c'est en 1947 qu'est apparue la première norme comptable sous le nom de « plan comptable général » (PCG). La dernière révision d'ensemble de cette norme date de 1999. À l'origine, le PCG s'appliquait aussi bien à la comptabilité générale qu'à la comptabilité analytique. Depuis 1999, son champ d'application a été limité à la seule comptabilité générale. La comptabilité se doit de suivre quelques grands principes ou conventions. Le non-respect de ces principes ou conventions a conduit à des scandales boursiers ou à des faillites prononcées à l'encontre d'entreprises de taille internationale (Enron, Parmalat, Worldcom, Vivendi, etc). Les normes comptables des États-Unis (Financial Accounting Standards - FAS) ont une importance internationale en raison de l'influence économique et financière de ce pays.
À l'international, elles sont devenues nécessaires en raison de la mondialisation des marchés financiers. Les comparaisons internationales des comptes des entreprises dont les titres sont traités sur les marchés financiers mondiaux, exigent que ces comptes soient établis selon des règles identiques. C'est pourquoi l'International Accounting Standards Board établit des "normes de publication de l'information financière" appelées International Financial Reporting Standards (IFRS), anciennement dénommées International Accounting Standards (IAS) et dont l'application est conseillée aux entreprises du monde entier. Un règlement européen datant de 2002 a rendu ces normes obligatoires pour les sociétés cotées établies dans l'Union européenne. Aux États-Unis, les autorités boursières (SEC) s'orientent vers une reconnaissance des IFRS en autorisant les sociétés étrangères appliquant ces normes, à être cotées sur les Bourses américaines.

## Quelques notions majeures
La tenue de la comptabilité est encadrée par des principes appelés "Principes Comptables Généralement Reconnus" (PCGR). Ces principes s'appliquent aux entreprises à capital fermé (i.e. non cotées à la bourse) et un certain droit d'adaptation des principes comptables est reconnu selon les circonstances particulières. Par contre, dans le cas des entreprises cotées à la bourse, de nouvelles normes, appelées "Normes internationales d'information" (IFRS) entrent en vigueur le 1er janvier 2011 pour les pays qui ont décidé d'adopter ces normes, soient plus d'une centaine de pays, incluant le Canada, l'Union Européenne, le Japon. Ces normes doivent subir des modifications en 2012, 2013, 2014 pour se rapprocher des normes en vigueur aux États-Unis qui n'ont pas encore adopté les normes IFRS, jugeant leurs normes actuelles plus valables. Les nouvelles normes ont comme caractéristiques importantes de laisser plus de place aux principes et moins de place aux règles (ex. imposer un plan comptable pour une catégorie d'entreprise). L'augmentation de la latitude du comptable dans l'exercice de son jugement professionnel, au niveau de l'application des principes, permettra aux états financiers de refléter plus fidèlement la situation financière réelle de l'entreprise mais pourrait aussi favoriser la manipulation ayant des effets contraires.
En vertu du principe comptable de la continuité, les états financiers de 2010 devront être présentés selon les nouvelles normes pour permettre la comparaison entre 2011 et 2010. Ces nouvelles normes vont faciliter la mobilité des comptables à travers le monde.
Les principes comptables expliqués ci-après se rapportent aux PCGR.

### Comptabilité simple et en partie double
Il existe deux méthodes de comptabilisation : la comptabilité simple et la comptabilité en partie double. Dans tous les cas, on passe des écritures datées, chiffrées (montant), allouées à un compte, explicitées par un libellé et correspondant à un document répertorié qui doit toujours en retour pouvoir justifier une écriture comptable (une facture, un relevé de compte bancaire, une feuille d'impôt à payer, etc). Une écriture comptable ainsi justifiée peut alors être opposable à des tiers (État, actionnaires, organisme sociaux, justice, etc.).

#### La comptabilité simple
Elle est basée sur la distinction des recettes et des dépenses et la détermination d'un solde entre le total des dépenses et le total des recettes telles qu'elles apparaissent dans le journal de banque et le journal de caisse.
Chaque événement économique est reporté sur un cahier à deux colonnes :
- la première colonne pour décrire l'événement,
- la deuxième pour mettre son montant, en plus ou en moins selon qu'il s'agit d'un encaissement ou d'une dépense pour celui qui tient la comptabilité.

Ce type de comptabilité dit « de caisse » ne permet pas de faire apparaître les variations de stock (et, plus généralement, du patrimoine). Elle ne convient donc que pour gérer un stock dont la valeur est stable ou relativement faible, c'est-à-dire pour des particuliers ou de toutes petites entreprises dont les événements économiques sont très simples (par exemple : un cafetier qui encaisse au comptoir les consommations et rend la monnaie).
C'est pourtant avec cette technique que l'État français a fonctionné jusqu'en 2001. Cependant, pour ce faire, il avait adopté une variante un peu plus élaborée. En effet la comptabilité de caisse peut être perfectionnée par l'usage du plan comptable, permettant de déterminer des sous-totaux et des soldes par catégorie. Le solde général peut alors être subdivisé entre le solde des comptes de bilan et celui des comptes de résultats.

#### La comptabilité en partie double

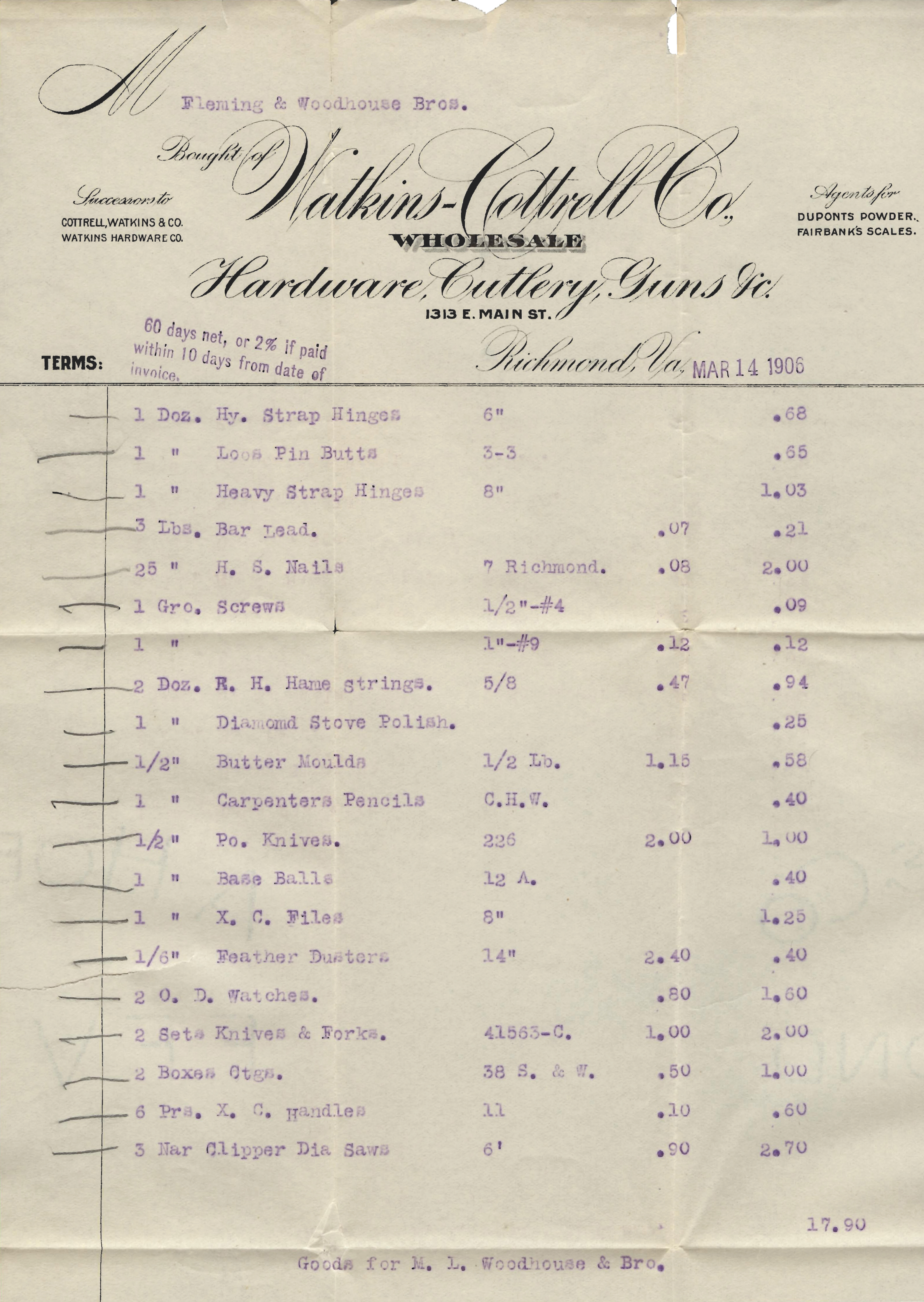
Une facture américaine, 1906. Sur la base de ce document, le chiffre d'affaires est augmenté des 17.90 dollars et la créance client d'autant. Il n'y a pas encore eu de règlement (la facture stipule un décompte de 2 % pour paiement anticipé).

La comptabilité en partie double Le système de la partie double est basé sur le fait que l'activité commerciale génère des modifications patrimoniales De telle façon que l'exploitation, achats vente (ou prestations de services), frais, conduisent à des modifications dans ses avoirs et ses dettes De sorte que PRODUITS - CHARGES = Plus ou moins RESULTATS et ACTIF-PASSIF= Plus ou moins RESULTATS
Le résultat doit être identique calculé à partir de l'exploitaion ou de la variation de la situation L'origine, le Capital et les autres postes du Passif, réflètent l'Actif ce qu'ils sont devenus. Elle est basée sur l'idée que chaque chose peut être interprétée comme un nombre correspondant au prix d'achat ou de vente et sur le fait que chaque opération comptable est un enregistrement réciproque et simultané de deux évènements : un débit (étymologiquement « ce qui est dû (par l'unité comptable) », soit ce qu'elle possède) et un crédit (étymologiquement « ce qui a été confié, prêté par l'unité comptable », soit ce qui lui est dû, le crédit qu'elle a accordé).
Le non-comptable comprend le plus souvent le sens de « débit » et « crédit » à partir de son relevé de compte bancaire où ces termes, tirés de la comptabilité de la banque, représentent le point de vue du banquier : pour lui, un compte créditeur veut dire que la banque doit de l'argent à son client créditeur, et vice-versa. Il faut donc inverser la logique « relevé bancaire » et revenir au sens étymologique pour comprendre ce qu'est le crédit et le débit (ou, alternativement, leur substituer les mots « actif » et « passif »).
On subdivise généralement les opérations en catégories correspondant à des comptes numérotés et libellés que détermine le plan comptable. On distingue les « comptes de bilan » et les « comptes de résultat ». Les comptes de bilan correspondent aux emplois de l'entité (les bâtiments, les machines, les comptes clients, les liquidités, les avoirs divers) et à ses ressources (les capitaux propres, les dettes envers les fournisseurs, les organismes sociaux, les salariés, les établissements financiers, etc.) Les comptes de résultat correspondent à l'activité de l'entité pour produire les richesses inscrites au bilan. On distingue les produits (vente de matières produites ou de services, de marchandises ou production immobilisée) et les charges engagées pour atteindre ces produits (achats de fournitures, d'énergie, de services, frais généraux, cotisations d'adhérents, etc.)
Au niveau des comptes de bilan, le débit représente une richesse financière ou une possession de l'entreprise tandis que le crédit représente une dette de l'entreprise, la diminution de son patrimoine ou de sa trésorerie. La somme des débits est égale à la somme des crédits, les comptes de capitaux, au crédit, représentant ce que l'entreprise doit à ses actionnaires.
Au niveau du compte de résultat, le débit représente une dépense (achats, impôts) tandis que le crédit représente un gain (ventes, produits financiers). Le sens de « débit » et « crédit » ne doit être, ici, compris qu'en relation avec une écriture symétrique au bilan : acheter un bien, c'est créer une dette envers un fournisseur (enregistrée au crédit), la charge comptable sera donc au débit. A contrario, vendre un service, c'est constater que le client doit de l'argent et cet avoir (un débit comme on l'a vu) a pour pendant un produit comptable passé en crédit.

### Postulat de la personnalité de l'entreprise
Ce postulat remonte au XIXe siècle, lorsque plusieurs chercheurs en comptabilité (Mathieu de la Porte, Coffy) éprouvent le besoin de distinguer l'entreprise et son propriétaire. Depuis, il est admis que l'entreprise possède une personnalité indépendante, différente de celle de son propriétaire, de ses investisseurs ou de toute personne liée.
L'une des exceptions partielle à ce principe est, en France, le cas des entrepreneurs individuels, pour lesquels il existe une confusion de patrimoine entre le propriétaire entrepreneur et son entreprise.

### Principe du coût d'acquisition
En comptabilité, toutes les transactions doivent être comptabilisées au coût d’acquisition et supportées par un papier commercial, comme une facture d’achat, etc.
Cette façon de procéder est prudente et permet l’uniformité dans la présentation et l’interprétation des états financiers.
Par exemple, quand un terrain est évalué à 1 000 $ au bilan, a donc été acquis pour une valeur de 1 000 $. Même si le terrain vaut actuellement 5 000 $, on n’a pas le droit de changer 1 000 $ pour 5 000 $.
Par contre, en vertu du principe comptable de prudence, quand il est évident que la valeur réelle d'un bien (stock, placement, etc.) est plus basse que la valeur aux livres à la date du bilan (i.e. solde du coût d'acquisition non encore imputé aux charges des exercices financiers depuis l'acquisition du bien), il faut présenter le bien aux états financiers au moyen d'une valeur la plus proche possible de la réalité en vue de permettre aux états financiers de refléter le plus fidèlement la situation financière réelle de l'entreprise à la date du bilan financier.
Cette réserve pour dépréciation est réversible si la réalité démontre que la correction effectuée s'est avérée trop pessimiste.
Par contre, en soi, le coût d'acquisition est toujours préservé aux livres car on soustrait la réserve du coût d'acquisition pour obtenir la valeur aux livres à la date du bilan, laquelle est présentée aux états financiers.
Comme les lecteurs d'états financiers ont été trompés, en lisant la valeur des placements au bilan de plusieurs entreprises dans le monde, par exemple, dans le cas des papiers commerciaux adossés à des actifs non bancaire (PCAA), où la valeur réelle était beaucoup plus basse que la valeur montrée au bilan, l'évolution des normes comptables va dans le sens de montrer leur vraie valeur au bilan plutôt que le coût d'acquisition quand on a de bonnes raisons de croire que cette valeur est inférieure au coût d'acquisition.

### Principe de prudence
Il peut arriver que la valorisation et donc la comptabilisation d'une transaction implique un jugement préalable. Le principe de prudence incite dans ce cas à prendre la décision qui, tout en étant raisonnable, fait ressortir le résultat le plus bas et la situation financière la moins favorable; (prendre la fourchette haute pour valoriser une charge, prendre la fourchette basse pour la valorisation d'un produit) Tant mieux si la réalité est moins sévère ensuite, ce qui affichera in fine un bénéfice plus élevé. De la sorte les états comptables sont réputés présenter une version "prudente" de la situation réelle de l’entreprise.
Par exemple, si l’entreprise est condamnée à payer une amende dont le montant effectif, établi par une juridiction, ne sera réellement connu qu'au cours du prochain exercice, le comptable doit estimer l’amende pour l'exercice en cours. Et si, selon l’opinion du conseiller juridique de l’entreprise, la valeur prévisible de l’amende risque de se situer entre 1000 et 5 000 euros, le comptable devrait comptabiliser 5 000 euros. Cela affichera un bénéfice net plus bas pour l’année courante. Par contre, si, effectivement, l’amende est établie définitivement à 1 000 euros par le tribunal l’année suivante, la situation financière du prochain exercice financier sera améliorée en conséquence.

### Débit (Dt), crédit (Ct)
Le concept de débit et de crédit est le principe de base de la comptabilité en partie double.
Les comptes d’actif du bilan et de charges du compte de résultat augmentent en les débitant et diminuent en les créditant.
Les comptes de passif du bilan et de produits du compte de résultat diminuent en les débitant et augmentent en les créditant.
Exemple sur un compte de Caisse (actif du bilan)
les billets qui entrent en caisse sont un débit et les billets qui sortent de la caisse sont un crédit
Exemple sur un compte Fournisseur (passif du bilan)
l'entreprise achète des marchandises, la dette est constatée par un crédit au compte Fournisseur et la dette diminue par le paiement du fournisseur, le compte est débité.
Exemple sur un compte d'Achats de marchandises (charges du compte de résultat)
quand l'entreprise achète des marchandises, le compte Achats de marchandises est débité. Lorsque cette entreprise renvoie quelques articles à son fournisseur (défauts par exemple), le compte Achats de marchandises est crédité.
Exemple sur un compte de Ventes de marchandises (produits du compte de résultat)
quand l'entreprise vend des marchandises, le compte Ventes de marchandises est crédité. Lorsque cette entreprise accepte de reprendre quelques articles (défauts par exemple), le compte Ventes de marchandises est débité.
La balance des comptes est équilibrée : total des dt = total des ct et le total des soldes débiteurs = total des soldes créditeurs. Dans le bilan : actifs = passifs + résultat et dans le compte de résultat : charges + bénéfice = produits.
Il en va de même dans chaque écriture comptable : le total des crédits doit être égal au total des débits, sinon, on dit que l’écriture ne balance pas. En comptabilité, si une écriture ne balance pas, les états financiers (bilan, état des résultats) ne balancent pas; et c’est souvent un casse-tête pour les comptables de trouver l’erreur. (Les logiciels informatiques comptables empêchent la saisie d'écritures qui ne balancent pas.)

### Inventaire permanent et périodique
Le système d'inventaire permanent est idéal pour les entreprises qui désirent mesurer, immédiatement après la vente, le bénéfice réalisé sur l'article vendu. Cela est le cas de la plupart des entreprises de vente au détail qui utilisent le code universel des produits (CUP) et, grâce à l'informatique, mettent à jour leur inventaire de façon permanente et peuvent générer leurs états financiers chaque soir. Dans le système d'inventaire permanent, il reste un autre problème à résoudre, soit celui de déterminer le coût des ventes du bien qui vient d'être vendu. Il y a plusieurs méthodes: méthode du coût propre (le coût du bien vendu est le coût réellement payé pour acquérir le bien vendu); méthode du First in, first out ou premier entré, premier sorti (FIFO) selon laquelle le coût du bien vendu est réputé être le coût d'acquisition du bien semblable qui est resté le plus longtemps en entrepôt; méthode Last in, first out (LIFO) selon laquelle le coût du bien vendu est réputé être le coût d'acquisition du bien semblable qui est resté le moins longtemps en entrepôt; méthode du coût moyen pondéré (utilisée par le logiciel Simple Comptable) selon laquelle le coût de la vente est réputé être le résultat d'un calcul obtenu en divisant le total du prix d'achat de tous les biens en inventaire, avant la vente, divisé par le nombre total des biens en inventaire.

### Utilité du bilan et du compte de résultat
Le bilan et l’état des résultats intéressent les gestionnaires en tant qu’outil pour la prise de décision.
Par une analyse des ratios financiers, les gestionnaires peuvent prendre des décisions tactiques qui permettent à l’entreprise d’avoir une situation financière aussi bonne ou meilleure que celle de son industrie. La compagnie compare ses ratios avec la normale de l’industrie. Par exemple, au Canada, on peut comparer les ratios financiers de sa compagnie avec la normale de l'industrie selon Dun & Bradstreet, « Principaux coefficients d'industrie ».
La normale de l’industrie, dont on parle ci-après, réfère à une moyenne théorique des entreprises au détail.
- Ratios de liquidité: Ces ratios permettent de savoir si la compagnie a assez de liquidités pour faire face à ses dettes à court terme.
  - Liquidité générale: (actifs à court terme / passifs à court terme) : normale de l’industrie 2,50 $ d’actifs à court terme pour 1 $ de passif à court terme. Par exemple : 2,85 $. Jugement : très bon.
  - Liquidité immédiate: ((actifs à court terme-stocks)/passif à court terme) : normale de l’industrie : 1 $ de liquidités immédiates pour 1 $ de passif à court terme. Par exemple : 2,79 $. Jugement : très bon.

- Ratios d'endettement : Ces ratios permettent de savoir si la compagnie a trop de dettes ou a de la misère à faire face à ses intérêts et frais fixes.
  - Dettes totales sur actif total: (total du passif / total de l’actif): normale de l’industrie (varie beaucoup selon l’industrie). Par exemple : 77 %. Jugement : très endetté (en général, ne pas dépasser 66 %).
  - Couverture des frais fixes : (bénéfices avant impôts et frais fixes/frais fixes) : normale de l’industrie (varie beaucoup selon l’industrie). Par exemple : 13,5 fois. Jugement : très bon.
  - Couverture des intérêts: (bénéfices avant impôts et intérêts/intérêts) : normale de l’industrie : 8 $ pour 1 $. Par exemple : 113,3 fois. Jugement : très bon.

- Ratios d'activité: Ces ratios permettent de savoir si la compagnie vend suffisamment par rapport à ses actifs et ressources et si elle perçoit assez vite ses comptes clients.
  - Période de collection des comptes clients: (Comptes clients / ventes quotidiennes) soit (comptes clients / (ventes/365)) : normale de l’industrie : environ 30 jours. Par exemple : 252,7 jours. Jugement : très mauvais.
  - Rotation des stocks: (ventes/stock de fin) ou (ventes/stock moyen) où stock moyen = ((Stock de début de  période + Stock de fin de période)/2); prendre la formule conforme au calcul de la normale de l'industrie avec laquelle on se compare : normale de l’industrie (varie beaucoup selon l’industrie). Par exemple : 25 fois. Jugement : très bon.
  - Rotation de l'actif total: (ventes/actif total) : normale de l’industrie : 2 $ pour 1 $. Par exemple : 0,52 fois. Jugement : faible.

- Ratios de rentabilité: Ces ratios permettent de savoir si la compagnie est assez rentable par rapport à ses ventes, son actif total, l’avoir de ses actionnaires ordinaires.
  - Bénéfice net sur ventes: (bénéfice net / ventes nettes) où ventes nettes = (ventes brutes - rendus et rabais sur ventes): normale de l’industrie : 5 %. Par exemple : 21,0 % . Jugement : très bon.
  - Bénéfice net sur actif total (ROI : return on investment) soit (bénéfice net / actif total). : normale de l’industrie : 10 %. Par exemple : 11,0 %. Jugement très bon.
  - Bénéfice net sur capitaux propres (Return on Equity) : soit (bénéfice net /Avoir des actionnaires ordinaires) où Avoir des actionnaires ordinaires = (total avoir des actionnaires – actions privilégiées): normale de l'industrie : 15 %. Par exemple : 97,2 %  Jugement : très bon.

Quelquefois, la normale de l'industrie pour ROE calcule le ratio en prenant (Bénéfice net/Avoir net tangible) où Avoir net tangible = (Avoir des actionnaires ordinaires - Actifs intangibles) où Actifs intangibles = (Actif total - (Achalandage + Brevets + Droits d'auteurs + Marques de Commerce + Dessins industriels)). C'est-à-dire que l'on enlève du bilan les actifs intangibles ou immatériels.

### Certification des comptes
Les informations financières produites par la comptabilité d'une entreprise sont utilisées par nombre d'acteurs économiques : les propriétaires de l'entreprise au premier plan, l'État, les banques et autres prêteurs, mais aussi les clients et les employés qui peuvent désirer se faire une opinion sur la continuité et la solidité économique de leur partenaire et employeur. Il leur est nécessaire d'avoir une image aussi exacte que possible des comptes, c'est l'objet de l'audit comptable et financier, mené par les commissaires aux comptes, que de certifier la véracité des informations comptables et financières publiées.

## Métiers de la comptabilité
Les métiers de la comptabilité sont par exemple :
- Commissaire aux comptes
- Auditeur
- Expert-comptable
- Contrôleur de gestion
- Consolideur
- Commissaire de l'Armée de terre

## Comptabilité et informatique
L'époque où les comptables utilisaient encore des « livres » et des « journaux » sur support papier est révolue. Les avancées en informatique ont permis des gains de productivité phénoménaux en la matière. Aucune entreprise ne peut aujourd'hui se passer d'un progiciel comptable qui automatise la saisie des opérations comptables et permet d'établir rapidement les états comptables les plus courants : le bilan, le compte de résultat, le Tableau Financier des Ressources et Emplois, la balance des comptes, le grand livre, un tableau des flux de trésorerie.
Fréquemment on y associe un reporting plus ou moins élaboré en fonction des besoins de l'entreprise pour synthétiser les données de la comptabilité analytique. Ce progiciel couvre parfois des besoins de gestion plus étendus, tels que le suivi des investissements, les tableaux d'emprunts, l'analyse financière, la gestion prévisionnelle, l'analyse des écarts entre prévisions et réalisations, etc.
Plus ce logiciel comporte de fonctions, plus il se rapproche de la définition d'un PGI (progiciel de gestion intégré).
Plus récemment, à l'heure de l'Internet et du travail collaboratif en réseau (groupware), apparaissent les applications de comptabilité en ligne de type ASP (Application Service Provider) qui permettent de partager sur le web en temps réel le travail du comptable d'entreprise, de l'expert comptable réviseur et des auditeurs commissaires aux comptes.
La comptabilité en ligne est apparue ces dernières années à la suite de la vulgarisation des smartphones et l'utilisation du Cloud par les chefs d'entreprises.